# Clari
 (décembre 2024).
La mise en forme du texte ne suit pas les recommandations de Wikipédia : il faut le « wikifier ».
Les points d'amélioration suivants sont les cas les plus fréquents. Le détail des points à revoir est peut-être précisé sur la page de discussion.
- Les titres sont pré-formatés par le logiciel. Ils ne sont ni en capitales, ni en gras.
- Le texte ne doit pas être écrit en capitales (les noms de famille non plus), ni en gras, ni en italique, ni en « petit »…
- Le gras n'est utilisé que pour surligner le titre de l'article dans l'introduction, une seule fois.
- L'italique est rarement utilisé : mots en langue étrangère, titres d'œuvres, noms de bateaux, etc.
- Les citations ne sont pas en italique mais en corps de texte normal. Elles sont entourées par des guillemets français : « et ».
- Les listes à puces sont à éviter, des paragraphes rédigés étant largement préférés. Les tableaux sont à réserver à la présentation de données structurées (résultats, etc.).
- Les appels de note de bas de page (petits chiffres en exposant, introduits par l'outil «  Source ») sont à placer entre la fin de phrase et le point final[comme ça].
- Les liens internes (vers d'autres articles de Wikipédia) sont à choisir avec parcimonie. Créez des liens vers des articles approfondissant le sujet. Les termes génériques sans rapport avec le sujet sont à éviter, ainsi que les répétitions de liens vers un même terme.
- Les liens externes sont à placer uniquement dans une section « Liens externes », à la fin de l'article. Ces liens sont à choisir avec parcimonie suivant les règles définies. Si un lien sert de source à l'article, son insertion dans le texte est à faire par les notes de bas de page.
- La présentation des références doit suivre les conventions bibliographiques. Il est recommandé d'utiliser les modèles {{Ouvrage}}, {{Chapitre}}, {{Article}}, {{Lien web}} et/ou {{Bibliographie}}. Le mode d'édition visuel peut mettre en forme automatiquement les références.
- Insérer une infobox (cadre d'informations à droite) n'est pas obligatoire pour parachever la mise en page.

Pour une aide détaillée, merci de consulter Aide:Wikification.
Si vous pensez que ces points ont été résolus, vous pouvez retirer ce bandeau et améliorer la mise en forme d'un autre article.
Pour les articles homonymes, voir Clari (homonymie).
Clari est un opéra semiseria en trois actes de Jacques-Fromental Halévy sur un livret de Pietro Giannone.

## Intrigue
Dans le château du duc, on prépare l'anniversaire de la jeune et belle Clari. Contre le gré des parents de la jeune fille, le duc a fait venir chez lui cette jeune paysanne à qui il a promis le mariage. Cependant, par commodité, il la présente à ses amis et domestiques comme une cousine. En compagnie de Bettina et de Luca, Germano monte, en l'honneur de Clari, une pièce de théâtre de sa composition. Le Duc souhaite, lui aussi, offrir à sa bien-aimée de précieux cadeaux. Clari est éblouie par le luxe de ce nouvel environnement. Malgré les doutes qu'elle éprouve quant aux intentions réelles du Duc, Clari espère pouvoir mener une vie heureuse à ses côtés. S'il lui affirme de nouveau l'aimer, il ne veut pas encore fixer de date pour le mariage promis. Une fois les invités du Duc arrivés, commence la représentation de la pièce de Germano. 
À sa stupéfaction, Clari voit sous ses yeux jouée sa propre histoire : une fille de paysans nommée Adina, et jouée par Bettina, est conduite dans un château par un comte, interprété par Germano. Le père d'Adina, joué par Luca, maudit sa fille, qui s'est laissé séduire par une canaille sans scrupule. En assistant à ce spectacle, Clari a soudain le sentiment d'être engagée dans une impasse. Croyant voir son propre père sur scène, elle s'y précipite et tombe sans connaissance. La fête d'anniversaire est interrompue dans la plus grande confusion. À la suite de l'issue malheureuse de la fête, le Duc accuse Clari d'avoir voulu le ridiculiser devant ses amis. Après un tel fiasco, il lui déclare qu'un mariage est hors de question. Peu près, rongé par le remords, le Duc prie Bettina et Germano de veiller sur Clari. 
Bettina a pour mission de veiller devant la chambre de la jeune fille. Mais, gagnée par la fatigue, Bettina s'endort. Clari profite de la situation pour s'enfuir. Épuisée, humiliée et désespérée, Clari a pris la décision de quitter le Duc. Elle laisse une lettre d'adieu dans laquelle elle annonce vouloir se donner la mort. Lorsque Bettina et Germano découvrent la fuite de Clari, la panique est à son comble. Le Duc ordonne à ses domestiques de retrouver Clari coûte que coûte. Le Duc est maintenant sûr de ses sentiments pour Clari : il l'aime et veut la reconquérir. Accompagné de Germano et Bettina, il se met en route pour le pays de Clari où il espère la retrouver. Dans la maison familiale, Simonetta, la mère de Clari, fait tout pour consoler son époux Alberto. Ce dernier n'arrive pas à faire face au déshonneur dont il rend sa fille responsable et a perdu le goût de vivre. Lorsqu'elle arrive enfin chez ses parents, Clari supplie son père de lui pardonner, mais celui-ci la repousse et lui ordonne de quitter les lieux. À ce moment, le Duc apparaît. En présence d'Alberto, il déclare que tout est de sa faute et demande pardon. Il s'engage à épouser Clari.

## Autour de l'œuvre
La création de Clari a eu lieu à Paris, au Théâtre Italien, le 9 décembre 1828 avec Maria Malibran dans le rôle-titre.
La Malibran avait entendu à Londres en 1823 un opéra d'Henry Rowley Bishops sur le même sujet et demanda à Jacques-Fromental Halévy, répétiteur au Théâtre Italien, de composer un opéra.
La critique a été très élogieuse, la musique ayant surpris par son style italien, léger et très différent de la pompe du grand opéra.
En mai 2008 Clari a été repris à l’Opernhaus de Zurich avec Cécilia Bartoli dans le rôle-titre et le ténor John Osborn dans celui du duc.

## Discographie
Cecilia Bartoli.La cavatine de Clari extraite de l'acte un Come dolce a me favelli.in Disque DECCA (2007).Maria Cecilia Bartoli